# Cophogryllus sacalava
Cophogryllus sacalava is een rechtvleugelig insect uit de familie krekels (Gryllidae). De wetenschappelijke naam van deze soort is voor het eerst geldig gepubliceerd in 1897 door Brancsik.